# Paweł Łakomy
Paweł Łakomy (ur. 31 sierpnia 1975 w Kościanie) – polski kajakarz, medalista mistrzostw świata i Europy, mistrz Polski.

## Kariera sportowa
Był zawodnikiem klubów Stomil Poznań, KS Energetyk Poznań (1993-1996) i KS Posnania (1997-2002).

### Mistrzostwa świata
Jego największym sukcesem w karierze było wicemistrzostwo świata w 1998 w konkurencji K-4 200 m (partnerami byli Piotr Markiewicz, Marek Twardowski i Adam Wysocki). W pozostałych startach zajmował miejsca: 1994 - 9. (K-4 200 m), 5. (K-4 500 m), 1997 - 4. (K-4 1000 m), 1998 - 6. (K-4 500 m), 7. (K-4 1000 m).

### Mistrzostwa Europy
W 1997 został wicemistrzem Europy w konkurencji K-4 500 m (partnerami byli Grzegorz Andziak, Mariusz Wieczorek i Piotr Olszewski). W 1999 zajął w tej samej konkurencji 4. miejsce.

### Igrzyska olimpijskie
Na Igrzyskach Olimpijskich w Atlancie (1996) i Sydney (2000) był rezerwowym osady K-4, jednak nie wystąpił w żadnej konkurencji.

### Mistrzostwa Polski
Był pięciokrotnym mistrzem Polski:
- K-4 200 m - 2002
- K-4 500 m - 2000, 2002
- K-2 1000 m - 2000 (z Grzegorzem Kotowiczem)
- K-4 1000 m - 2002